# Itaara
Itaara é um município brasileiro do estado do Rio Grande do Sul.

## História
A povoação do Município de Itaara teve início com a construção da antiga Estrada do Perau, aberta ao trânsito público, por ordem do governoo Farroupilha em 1840, encurtando o percurso entre Santa Maria e Cruz Alta, que antes era feito pela estrada de São Martinho da Serra.
Itaara remonta a conturbada atmosfera política da Europa do século XIX, sendo que no ano de 1857, três famílias alemãs compraram lotes de terras do cirurgião Manoel Alves, no povoado chamado São José do Pinhal, iniciando assim a colonização da região. Foi desenvolvida uma economia baseada na agricultura rudimentar e primária, exploração da madeira, artefatos de couro (selaria) e ferrarias. A vila era ponto de descanso para quem transitava da região serrana à Santa Maria e/ou Porto Alegre e vice-versa, possuindo hospedarias confortáveis, além de alambiques (Martim Zimmermann), tafona (João Albrecht), curtumes (Albino e Estevão Bopp, Daniel Quim F°), tamancaria (Frederico Weinz), bem como, inúmeros estabelecimentos comerciais de produtos coloniais, secos e molhados (José Adolpho Pithan, Luiz Ilges, Miguel Kroeff, Ernesto Schwan, João Henrique Von End, Pedro Beckman, Antonio Silveira Dutra e Rafael Inácio de Mello) e uma escola pública.
Pela Lei de 21 de maio de 1882, a localidade de São José do Pinhal é elevada a condição de Freguesia e continua a prosperar até 1885. Neste ano, inaugura-se a Linha Férrea de Santa Maria a Porto Alegre que viria a constituir-se na grande causa do retrocesso da florescente povoação do Pinhal que se viu afastada, mais de léguas, da próxima estação da Linha Férrea (Estação do Pinhal).
O local dessa estação não servia aos interesses dos comerciantes e industrialistas de São José do Pinhal, a quem se tornou mais prático levar seus produtos diretamente a estação de Santa Maria, muitos deles, inclusive, preferiam radicar-se na sede do Município.
Em decorrência disso, passaram, então a existir o Pinhal Velho (em decadência), atual Itaara, e o Pinhal Novo que ainda não conseguiu alcançar o progresso da antiga povoação.
Em 1904 chega ao Rio Grande do Sul o primeiro grupo de judeus, aproximadamente 300 pessoas, vindos da região da Bessarábia, atual Ucrânia, instalando-se assim a 1° Colônia Judaica do Brasil, que obteve o nome de Colônia Philippson.
Noticiados da próspera vida na América, ao longo dos anos chegam imigrantes de outros países à região, como as famílias judaicas Pendetza, Von Guzotto, Pivotto, Escarliot, D’Lerman, Grand Ientszhen, Pettin e Gutovanni que por ameaças da Alemanha, em meados de 1919 vêm para a região, de países como Alemanha, Itália e Áustria. Tais famílias trazem consigo muito poder aquisitivo, pois eram comerciantes na Europa, desse modo conseguem obter posses na região, assim acabam por transitar, do comércio à agricultura.
Durante os anos seguintes o povoado é considerado, pelo estado do Rio Grande do Sul como território pertencente ao município vizinho. Santa Maria declara por meio de decreto, em 1923, que o vilarejo de São José do Pinhal, seja oficialmente unidade distrital da cidade. Porém a necessidade de organização política tornou-se clara, então a população cria a UCSJP (União Comunitária de São José do Pinhal), em 1926, tal órgão era responsável por passar os anseios da população à prefeitura de Santa Maria, que em 1931 muda o nome da região para Itaara e extingue o UCSJP, criando agora o CAI (Conselho Administrativo de Itaara) porém o órgão dava voz somente para alguns cidadãos e suas reuniões eram majoritariamente formadas pelos patriarcas das grandes famílias do povoado. A cargo de exemplo, Heitor Pendeza Kunsler presidiu o órgão por 7 anos, sem qualquer modo de eleição ou plebiscito.
A instalação da Sub-Prefeitura em Itaara deu-se em 1943, com funcionamento provisório na residência de Raul Von Ende, sendo o seu primeiro titular Horácio Correa. Este foi sucedido pelos Srs. Delmar Ramos, Idalécio Rodrigues dos Santos, Osmar Correa de Motta, Antonio Dias (que transfere a sub-prefeitura para o Lermen), Venâncio Pinto Ribas, Alcides Pinheiro, João Pendeza, José Segatto, Cassiano Rocha (conseguiu sede própria, após ter funcionado no armazém de Briant Bopp), José Julio Serafim de Almeida, Pedro Iensen, João Bittencourt Barbosa, João Carlos Bopp, novamente José Julio Serafim de Almeida. A Cidade aos poucos constitui suas comunidades e com elas grandes famílias fomentam o crescimento, destaca-se na época a família Kurtz, a qual era a maior proprietária de terras da região e possui como homenagem, o nome de um de seus patriarcas (Guilherme Kurtz), como nomenclatura da avenida principal da cidade.
O Plebiscito da emancipação do Município de Itaara foi realizado no dia 22 de outubro de 1995 e no dia 28 de dezembro do decorrente ano, pela lei estadual n° 10.643, assinada pelo governador Antônio Britto, foi criado oficialmente o Município sendo sua instalação em 1 de janeiro de 1997.
Itaara foi declarado município turístico através da Lei n° 034/97, de 10 de junho de 1997, objetivando salientar as potencialidades turísticas.
A Secretaria de Turismo foi efetivada através da lei municipal n° 270/00 de 6 de dezembro de 2000. A mesma é o órgão encarregado de promover o turismo no município, propondo e promovendo atividades e eventos que visem estabelecer mecanismos para criar uma consciência sólida de turismo, bem como incentivar e promover parcerias com órgãos públicos e privados.
De origem tupi-guarani, Itaara significa pedra alta ou altar de pedra.

## Geografia
Localiza-se a uma latitude 29º36'35" sul e a uma longitude 53º45'53" oeste, estando a uma altitude de 425 metros. Sua população estimada em 2018 foi de 5.459 habitantes.
Possui área territorial de 172,801 km², sendo 14 km² de área urbana e 158,4 km² de área rural, representando 0.03045% da Região e 0.0636% do Estado, com altitude máxima de 503 metros e média de aproximadamente 425 metros, possui clima temperado úmido.
O Município de Itaara localiza-se no topo da Serra Geral, região Central do Rio Grande do Sul, aproximadamente no km 300 da BR-158, a 295 km da Capital, Porto Alegre, e a 14 km de Santa Maria. Faz limites, ao Norte com Julio de Castilhos (49 km), ao Sul com Santa Maria (distrito da Sede - 14 km e distrito do Santo Antão), leste com Santa Maria (distrito do Arroio Grande – 15 km) e a oeste com São Martinho da Serra (17 km).
Atualmente sua população é formada por descendentes de alemães, judeus, italianos, portugueses, espanhóis e índios. Segundo o censo demográfico do IBGE (2000), a população total do Município era de 4.578 habitantes, sendo que 72,41% concentrados na zona urbana e 27.59% na zona rural. Atualmente a população encontra-se aproximadamente em 5.500 habitantes.
Há habitantes permanentes, que buscam uma melhor qualidade de vida e transitórios (na estação de verão o número triplica), que possuem recintos de lazer, casas de veraneio em balneários ou em condomínios fechados, usufruindo em finais de semana, feriados e férias.Por seu clima ameno em relação a outras cidades da região, prioritariamente no verão, muitos que não podem se dirigir ao litoral se deslocam ao município para desfrutar de temperaturas um pouco mais baixas.
As principais atividades econômicas do Município são a produção agropecuária e extrativismo mineral (exploração do basalto).
A árvore símbolo do município é o pinheiro.

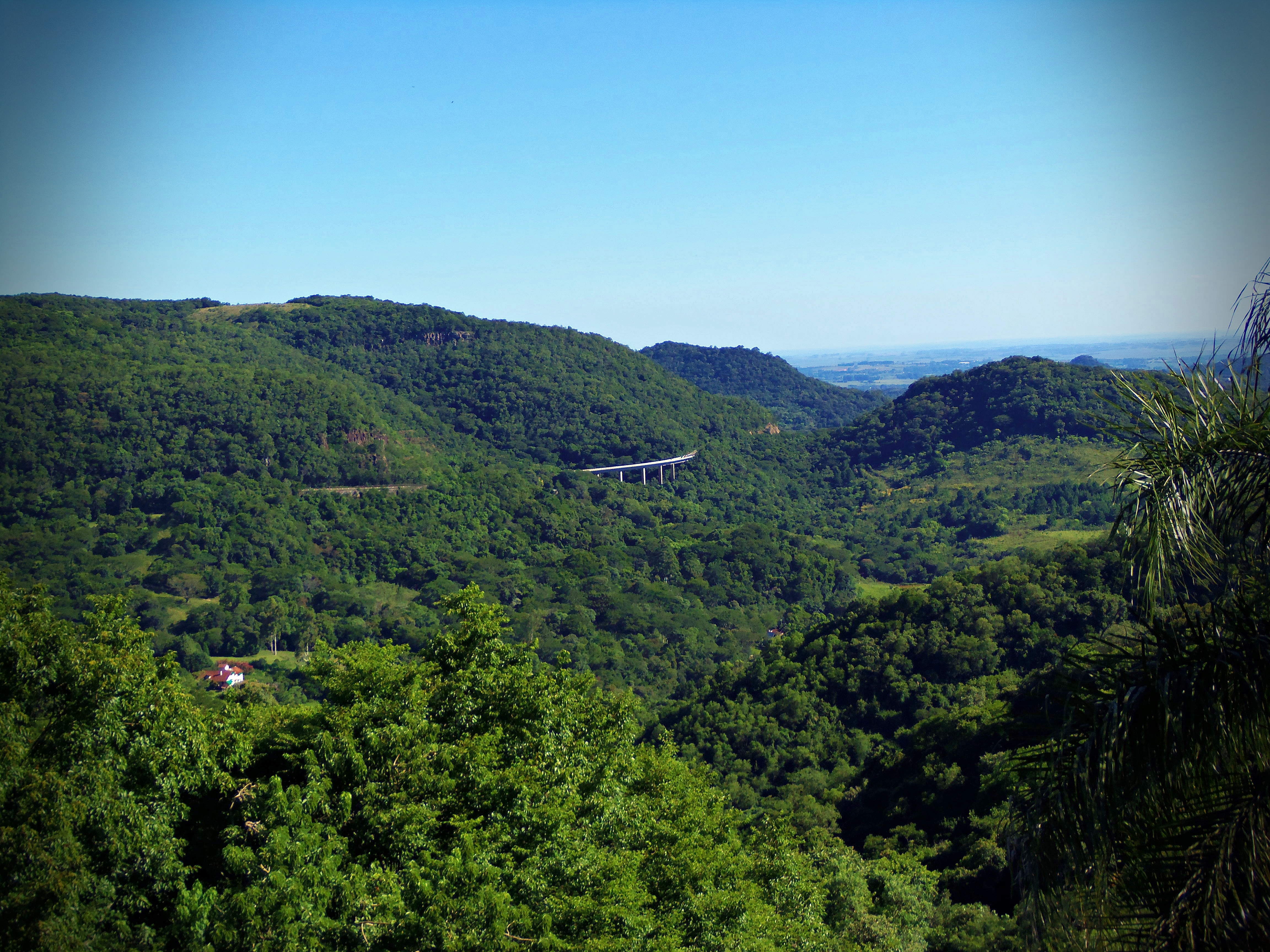
Ponte da Garganta do diabo em meio a Mata Atlântica.

## Clima
É uma temperatura muito baixa, a ponto de, em 16 de agosto de 2010 moradores registram  queda de neve.

## Patrimônio histórico-cultural
O Município de Itaara possui muitas esferas que retratam as diversas etnias colonizadoras, sendo em patrimônio histórico, natural, artístico, arquitetônico e cultural, assim resgatando as origens dos povos colonizadores do Município.
Itaara possui uma rica história cultural, mas ainda está necessitado, pois não é possuidor de museu e centros culturais. Com a existência dos mesmos, as doações e subsídios da comunidade seriam estimulados e tornar-se-iam de suma importância para a história e para o patrimônio histórico, cultural e turístico do Município.
Dentre os patrimônios históricos culturais, temos:
• Cemitério Israelita: Constitui-se de uma arquitetura religiosa/funerária. Tombado pelo Patrimônio Histórico em 1994;
• Monumento Judaico: Marco Histórico-Cultural da primeira colonização judaica do Brasil (1904-1916);
• Igreja de Confissão Luterana e Cemitério Germânico: Constitui-se de uma arquitetura religiosa. A igreja possui sinos que vieram da Alemanha, sendo considerados os primeiros sinos não católicos do Brasil;
• Santuário de Shoenstatt: É uma pequena capela em estilo gótico, que obedece ao estilo original da Alemanha. Tem altar de madeira artisticamente trabalhado sobre o qual se encontra a imagem da Mãe Três Vezes Admirável;
• Capela Santo António: É uma capela em estilo belga construído na época da Viação férrea. Marco histórico dos primeiros católicos da região.
• Museu Ufológico